# Claudia Rivas
Claudia Rivas Vega (* 15. Juni 1989 in Valparaíso) ist eine mexikanische Triathletin. Sie ist Aquathlon-Weltmeisterin (2008) und dreifache Teilnehmerin bei den Olympischen Sommerspielen (2012, 2016, 2020).

## Werdegang
2005 startete Claudia Rivas in Japan erstmals bei der Triathlon-Weltmeisterschaft und belegte bei den Juniorinnen den 32. Rang. Sie studierte an der Universidad del Valle de México.

### Aquathlon-Weltmeisterin 2008
Im Juni 2008 wurde die damals 19-jährige Rivas Aquathlon-Weltmeisterin (2,5 km Laufen, 1 km Schwimmen und 2,5 km Laufen).
Sie konnte mit der schnellsten Zeit des Tages neben der U23-Klasse auch in der Elite-Klasse gewinnen.

### Olympische Sommerspiele 2012
Bei den Olympischen Sommerspielen 2012 belegte sie den 21. Rang.
Im Oktober wurde sie Vierte bei der U23-Weltmeisterschaft auf der Triathlon-Kurzdistanz (olympische Distanz: 1,5 km Schwimmen, 40 km Radfahren und 10 km Laufen).

### Olympische Sommerspiele 2016
Claudia Rivas qualifizierte sich 2016 zum zweiten Mal für einen Startplatz bei den Olympischen Sommerspielen, sie ging am 20. August in Rio de Janeiro für Mexiko an den Start und belegte den neunten Rang.
In der ITU-Jahreswertung 2016 belegte sie als beste Spanierin den 45. Rang.

Im November 2019 wurde die damals 30-Jährige Dritte beim Weltcup in Santo Domingo.

### Olympische Sommerspiele 2020
Rivas qualifizierte sich zum bereits dritten Mal für einen Startplatz bei den Olympischen Sommerspielen, sie konnte das Rennen im Juli 2021 in Tokio aber nicht beenden. In der erstmals olympisch ausgetragenen gemischten Staffel erreichte sie im mexikanischen Team mit Cecilia Perez, Crisanto Grajales und Irving Perez nur den letzten und 16. Rang.
Claudia Rivas lebt in Monrovia (Kalifornien).

## Sportliche Erfolge
| Datum/Jahr    | Rang  | Wettbewerb                                    | Austragungsort | Zeit     | Bemerkung                  |
| ------------- | ----- | --------------------------------------------- | -------------- | -------- | -------------------------- |
| 27. Juli 2021 | DNF * | Olympische Sommerspiele 2020                  | Tokyo          | –        |                            |
| 10. Nov. 2019 | 3     | ITU Triathlon World Cup                       | Santo Domingo  | 01:34:49 |                            |
| 1. Aug. 2018  | 1     | Central American and Caribbean Games          | Barranquilla   | 02:08:38 |                            |
| 8. Apr. 2017  | 17    | ITU World Championship Series 2017            | Gold Coast     | 00:58:53 |                            |
| 11. März 2017 | 3     | ITU Triathlon World Cup                       | Mooloolaba     | 01:58:18 |                            |
| 18. Sep. 2016 | 15    | ITU World Championship Series 2016            | Cozumel        | 02:01:18 | ITU-Weltmeisterschaft      |
| 20. Aug. 2016 | 9     | Olympische Sommerspiele 2016                  | Rio de Janeiro | 01:58:28 |                            |
| 6. Sep. 2015  | 9     | ITU World Championship Series 2015            | Edmonton       | 00:59:52 | auf der Sprintdistanz      |
| 20. Okt. 2012 | 4     | ITU Triathlon World Championship U23          | Auckland       | 02:14:26 | U23-Weltmeisterschaft      |
| 4. Aug. 2012  | 21    | Olympische Sommerspiele 2012                  | London         | 02:02:38 |                            |
| 10. Sep. 2005 | 32    | ITU Triathlon World Championship Junior Women | Gamagōri       | 01:06:18 | Weltmeisterschaft Junioren |

| Datum/Jahr    | Rang | Wettbewerb                        | Austragungsort | Zeit     | Bemerkung                                                                 |
| ------------- | ---- | --------------------------------- | -------------- | -------- | ------------------------------------------------------------------------- |
| 28. Juni 2008 | 1    | ITU Aquathlon World Championships | Monterrey      | 00:34:30 | Aquathlon-Weltmeisterin (2,5 km Laufen, 1 km Schwimmen und 2,5 km Laufen) |